# رود آسپات
رود آسپات (روسی: Апсат) یک رودخانه در سرزمین زابایکالسکی کشور روسیه است.